# NGC 359
NGC 359 ist eine Elliptische Galaxie vom Hubble-Typ E/S0 im  Sternbild Walfisch südlich der Ekliptik. Sie ist schätzungsweise 243 Millionen Lichtjahre von der Milchstraße entfernt und hat einen Durchmesser von etwa 105.000 Lichtjahren.

Im selben Himmelsareal befindet sich u. a. die Galaxie NGC 364.
Das Objekt wurde am 2. September 1864 von dem deutschen Astronomen Albert Marth entdeckt.